# ماکس کولک
ماکس کولک (انگلیسی: Max Kulke؛ زادهٔ ۱۰ نوامبر ۲۰۰۰) بازیکن فوتبال اهل آلمان است.
از باشگاه‌هایی که در آن بازی کرده‌است می‌توان به باشگاه فوتبال دینامو درسدن اشاره کرد.